# Don't Let It Get You Down
Don't Let It Get You Down è un singolo del gruppo musicale britannico Echo & the Bunnymen, pubblicato il 27 ottobre 1997 come terzo e ultimo estratto dall'album Evergreen.
Fu il terzo singolo distribuito dopo che Ian McCulloch, Will Sergeant e Les Pattinson riformarono la band. Raggiunse il numero 50 della classifica britannica.

## Il disco
Come per i due singoli precedenti, Nothing Lasts Forever e I Want to Be There When You Come, uscì su London Records in vinile 7 pollici e in due versioni separate di CDs - a parte la title track, tutte e tre le versioni avevano tracce differenti e ciascuno una copertina diversa.
Il lato B del 7 pollici è una versione demo del titolo della traccia e i brani extra di entrambi i CD sono canzoni dal vivo dalla loro esibizione al Glastonbury Festival.
Scritta da Will Sergeant, Ian McCulloch  e Les Pattinson, la title track venne prodotta dalla band. Il missaggio è di Clif Norrell. La fotografia per le copertine dei CD vennero effettuate da Norman Watson.

## Tracce
Testi e musiche di McCulloch, Sergeant e Pattinson, eccetto ove indicato.

### 7"
Lato A
1. Don't Let It Get You Down

Lato B
1. Don't Let It Get You Down (Demo Version)

### CD1
1. Don't Let It Get You Down - 3:54
2. Rescue (Live) - 4:04 (Sergeant, McCulloch, Pattinson, de Freitas)
3. Altamont (Live) - 3:38

### CD2
1. Don't Let It Get You Down - 3:54
2. The Back of Love (Live) - 3:11 (Sergeant, McCulloch, Pattinson, de Freitas)
3. Over the Wall (Live) - 6:56 (Sergeant, McCulloch, Pattinson, De Freitas)

## Formazione
- Ian McCulloch - voce, chitarra
- Will Sergeant - chitarra
- Les Pattinson - basso

## Classifiche
| Classifica (1997) | Posizione massima |
| ----------------- | ----------------- |
| Regno Unito       | 50                |